# Fredrik Grewin
Fredrik Valdemar Grewin, född 20 september 1880 i Malmö, död 26 oktober 1944, var en svensk ingenjör.
Grewin avlade avgångsexamen från Tekniska Elementarskolan i Malmö 1900 och Technische Elementarschule i Hannover 1904. Efter anställningar vid Asea och Elektriska prövningsanstalten kom han i slutet av år 1913 som kraftingenjör till det nya pappersbruk, som Holmens Bruks och Fabriks AB då uppförde i Hallstavik. Ungefär ett år senare utnämndes han till överingenjör för Holmens anläggningar såväl i Norrköping som i Hallstavik. Tillsammans med företagets chef Carl Wahren genomförde en utvidgning och utveckling av Holmens pappersanläggningar. År 1927 övertog Grewin såsom teknisk direktör inom företaget även ansvaret för bolagets ylle- och bomullsfabrikation. Samtidigt blev han disponent för det stora verket i Hallstavik. 
Grewin var under flera år ledamot av styrelsen för Sveriges Pappersbruksförbund och under flera år ordförande i Svenska Pappers- och Cellulosaingenjörsföreningen. Vidare var han styrelseledamot i Industriförbundets Arbetsledareinstitut och i Svenska träforskningsinstitutet. Sedan 1931 var han ledamot av Kungliga Ingenjörsvetenskapsakademien.